# Нен (река)
Вижте пояснителната страница за други значения на Нен.
Нен или Нийн (на английски: Nene), е река във Великобритания, протичаща през Източна Англия. Извира в Нортхамптъншър. Преминава през град Уисбийч и се влива в залива Дъ Уош (The Wash).
Реката, подобно на Темза, е плавателна в долното си течение.